# Juravka, Horodîșce
Juravka (în ucraineană Журавка) este localitatea de reședință a comunei Juravka din raionul Horodîșce, regiunea Cerkasî, Ucraina.

## Demografie
Componența lingvistică a localității Juravka
     Ucraineană (97,95%)
     Rusă (1,64%)
     Alte limbi (0,27%)
Conform recensământului din 2001, majoritatea populației localității Juravka era vorbitoare de ucraineană (97,95%), existând în minoritate și vorbitori de rusă (1,64%).